# Babel (álbum de Santa Sabina)
Babel es el tercer álbum de estudio Santa Sabina. Fue publicado en 1996 por Culebra Records y BMG Ariola.

## Historia
Tras el éxito de Símbolos, Santa Sabina volvió al estudio a finales de 1995 con Pedro Aznar como productor quien llegó al proyecto por la disquera, Culebra Récords. Fue grabado por Peter Baleani en noviembre de 1995, en los estudios Estudio 19 y Super Midi de la Ciudad de México, la asistencia de grabación fue de Raúl Durand, la mezcla fue hecha por Peter Baleani y Pedro Aznar en los South Beach Studios de Miami y fue masterizado por Ted Jensen en Sterling Sound de New York. Según Rita Guerrero, Aznar se mantuvo distante a la banda durante la grabación y por un corte presupuestal, la mezcla y producción quedó a cargo de este, Ted Jensen y Peter Baleani y ocurrió sin la presencia del grupo, hecho que provocó que el material final no les satisficiera.
Por entonces había fallecido Sergio Hernández Francés, un actor, amigo y colaborador cercano de la banda desde su formación, por lo que el disco fue dedicado a su memoria.

## Contenido
Toda la música compuesta por Santa Sabina. 
| Lista de canciones |                         |        |        |              |          |  |
| N.º                | Título                  | Letras | Música | Escritor(es) | Duración |  |
| 1.                 | «Agua»                  |        |        |              | 3:13     |  |
| 2.                 | «La risa de dios»       |        |        |              | 3:41     |  |
| 3.                 | «El reino perdido»      |        |        |              | 3:30     |  |
| 4.                 | «Lamento»               |        |        |              | 4:04     |  |
| 5.                 | «Babel»                 |        |        |              | 4:30     |  |
| 6.                 | «Los peces del viento»  |        |        |              | 3:55     |  |
| 7.                 | «Tuve un sueño»         |        |        |              | 1:00     |  |
| 8.                 | «La garra»              |        |        |              | 3:48     |  |
| 9.                 | «Ciudad»                |        |        |              | 0:51     |  |
| 10.                | «Los sueños»            |        |        |              | 4:42     |  |
| 11.                | «El camino es el deseo» |        |        |              | 4:31     |  |
| 12.                | «Espejo»                |        |        |              | 4:20     |  |
| 13.                | «Olvido»                |        |        |              | 5:36     |  |
| 14.                | «El cielo»              |        |        |              | 4:20     |  |
| 15.                | «El ángel»              |        |        |              | 4:10     |  |
| 16.                | «Epílogo»               |        |        |              | 2:38     |  |
| 45:03              |                         |        |        |              |          |  |

### Músicos
- Rita Guerrero - voz
- Alfonso Figueroa - bajo
- Álex Otaola - guitarras
- Juan Sebastián Lach - sintetizadores
- Patricio Iglesias - batería
- Rodrigo Garibay - clarinete
- Pedro Aznar - coros

### Personal
- Ted Jensen - masterización
- Peter Baleani - mezcla
- Pedro Aznar - mezcla y producción
- Pablo Moya: diseño
- Carlos Somonte: fotografía
- Ángel González - asistente